# Las Cañas (Uruguay)
Las Cañas est une ville et une station balnéaire de l'Uruguay située dans le département de Río Negro. Sa population est de 80 habitants.

## Géographie
La ville est située près de la frontière avec l'Argentine.

## Population
| Année | Population |
| ----- | ---------- |
| 1963  | -          |
| 1975  | -          |
| 1985  | -          |
| 1996  | 109        |
| 2004  | 80         |

Référence,.